# 南昌大楼

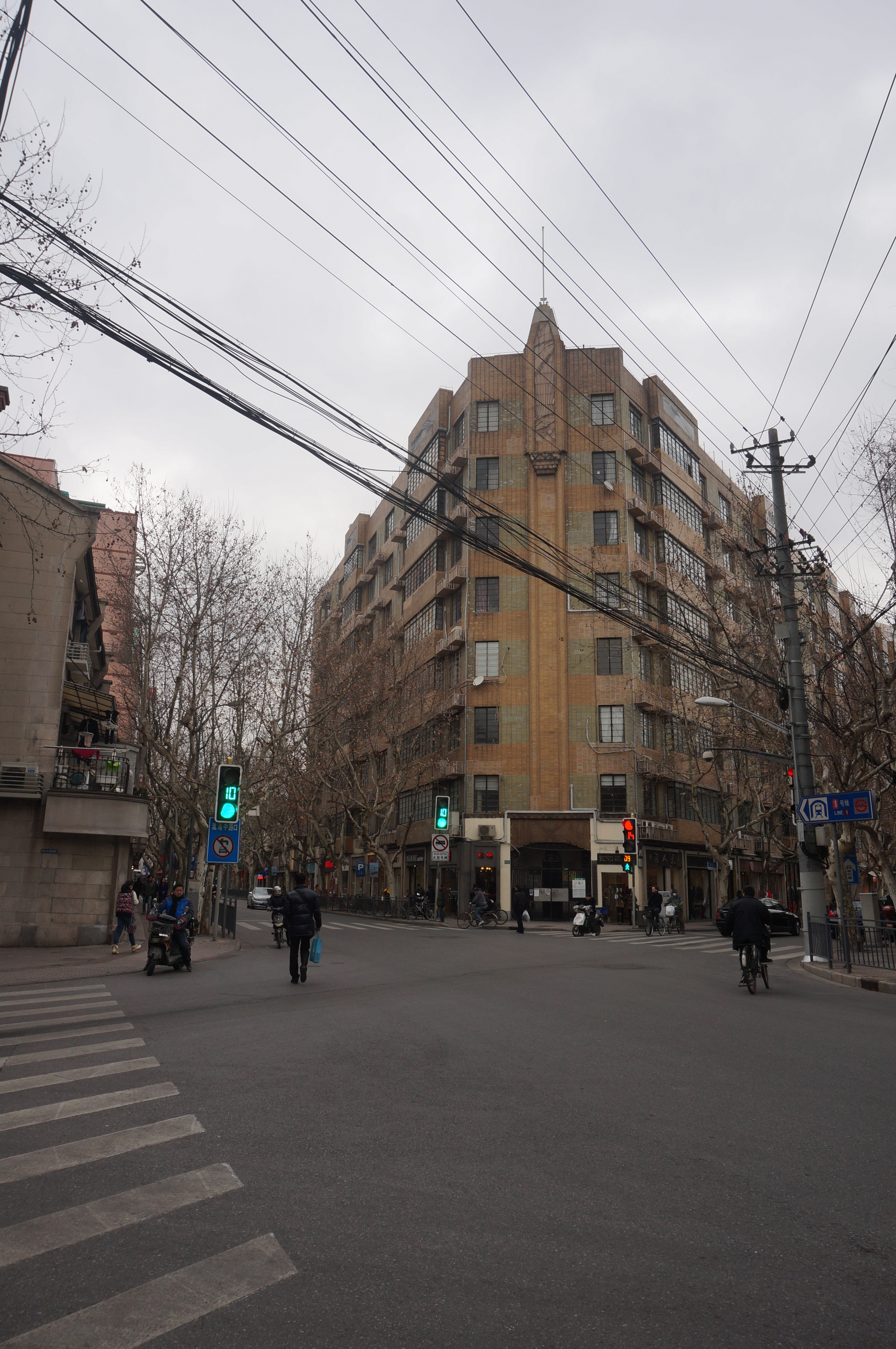
南昌大楼

南昌大楼、旧名はアストリッド・アパート（英語: Astrid Apartments）、は上海市南昌路と茂名南路の交差点にある集合住宅である。このマンションは8階建てのマンションであり、特徴は住民棟と下僕棟を切り離したことである。マンションは1933年に竣工し、1994年に上海市優秀歴史建築に入選した。